# Hena Kurtagić
Hena Kurtagić (ur. 27 sierpnia 2004 w Novim Pazarze) – serbska siatkarka, reprezentantka kraju, grająca na pozycji środkowej.
W kadrze Serbii zadebiutowała w pierwszym meczu Ligi Narodów 2023 przeciwko reprezentacji Stanów Zjednoczonych.

## Sukcesy klubowe
Liga serbska:
- 2020
- 2021

Puchar Challenge:
- 2024[7]

Puchar Francji:
- 2024[8]

Liga francuska:
- 2024[9]

Klubowe Mistrzostwa Świata:
- 2024[10]

Liga włoska:
- 2025[11]

Liga Mistrzyń:
- 2025[12]

## Sukcesy reprezentacyjne
Mistrzostwa Europy Juniorek:
- 2020[13], 2022[14]

Mistrzostwa Europy Kadetek:
- 2020[15]

Mistrzostwa Świata Juniorek:
- 2021[16]

Mistrzostwa Świata Kadetek:
- 4. miejsce 2021[17]

Igrzyska Śródziemnomorskie:
- 2022

Mistrzostwa Europy:
- 2023[18]

## Nagrody indywidualne
- 2020: Najlepsza środkowa Mistrzostw Europy Juniorek[19]
- 2020: Najlepsza środkowa Mistrzostw Europy Kadetek[15]
- 2021: Najlepsza środkowa Mistrzostw Świata Juniorek[20]
- 2021: Najlepsza środkowa Mistrzostw Świata Kadetek[21]
- 2022: Najlepsza środkowa Mistrzostw Europy Juniorek[22]
- 2024: Najlepsza środkowa Klubowych Mistrzostw Świata[23]